# Szentmártonkáta
Szentmártonkáta is een plaats (község) en gemeente in het Hongaarse comitaat Pest. Szentmártonkáta telt 4811 inwoners (2001).